# أندريه وليامز
أندريه وليامز (بالإنجليزية: Andre Williams)‏ هو مغني ومنتج أسطوانات وكاتب أغاني أمريكي، ولد في 1 نوفمبر 1936 في بيسمير في الولايات المتحدة، وتوفي في 17 مارس 2019 في شيكاغو في الولايات المتحدة بسبب سرطان القولون.

## وصلات خارجية
- أندريه وليامز على موقع IMDb (الإنجليزية)
- أندريه وليامز على موقع ميوزك برينز (الإنجليزية)
- أندريه وليامز على موقع أول ميوزيك (الإنجليزية)
- أندريه وليامز على موقع ديسكوغز (الإنجليزية)